# Micromia recessilinea
Micromia recessilinea är en fjärilsart som beskrevs av Louis Beethoven Prout 1940. Micromia recessilinea ingår i släktet Micromia och familjen mätare. Inga underarter finns listade i Catalogue of Life.